# Guldenberg (Helvoirt)

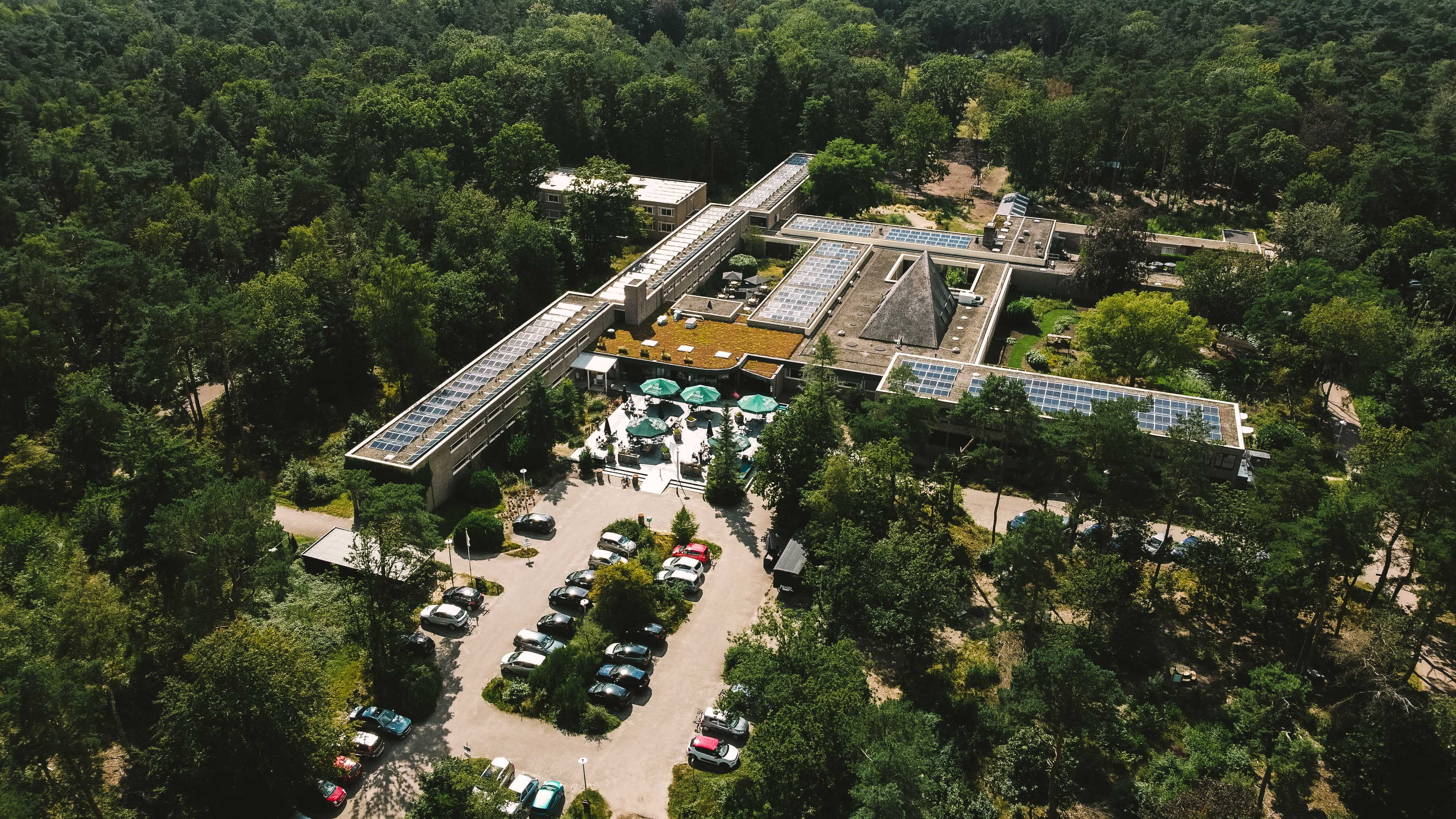
Zicht vanuit de lucht op het gebouw

Guldenberg is de moderne naam van een voormalig Jezuïtisch retraitehuis in de plaats Helvoirt in de Nederlandse provincie Noord-Brabant. De oorspronkelijke naam was Retraitehuis Loyola, verwijzend naar de heilige Ignatius van Loyola. Tegenwoordig is er een hotel gevestigd.
Het retraitehuis is in 1965 ontworpen door de architecten Manus Mens en Joop Pruijn uit Vught. Het staat op een terrein van 21 hectare. In 1966 werd het door de Jezuïeten in gebruik genomen als een "trefpunt van mensen en meningen", op basis van de principes van Nature (natuur), Silence (stilte), Sommeil (slaap) en Soulage (ontlasting). In de jaren 70 staakten de Jezuïeten hun werk in dit retraitehuis.
Hierna werd het gebouw beheerd door de Stichting Guldenberg. Deze gebruikte het eerst als internaat, en later ook voor het geven van trainingen en organisatieadvies. In de jaren 80 werd het een conferentiehotel. Vervolgens is het hotel in 2018 overgenomen door een nieuwe eigenaar waarna het hotel flink verbouwd is. Naast de 7 conferentiezalen, 89 hotelkamers en 3 restaurants beschikt De Guldenberg ook over een bioscoop. Deze bioscoop is gevestigd in de voormalige kapel. 
De naam Guldenberg verwijst naar een kleine zandheuvel die hier lag in een moerassig gebied. De boeren moesten een florijn betalen om hun karren over deze heuvel te laten trekken.